# 土耳其毯帽

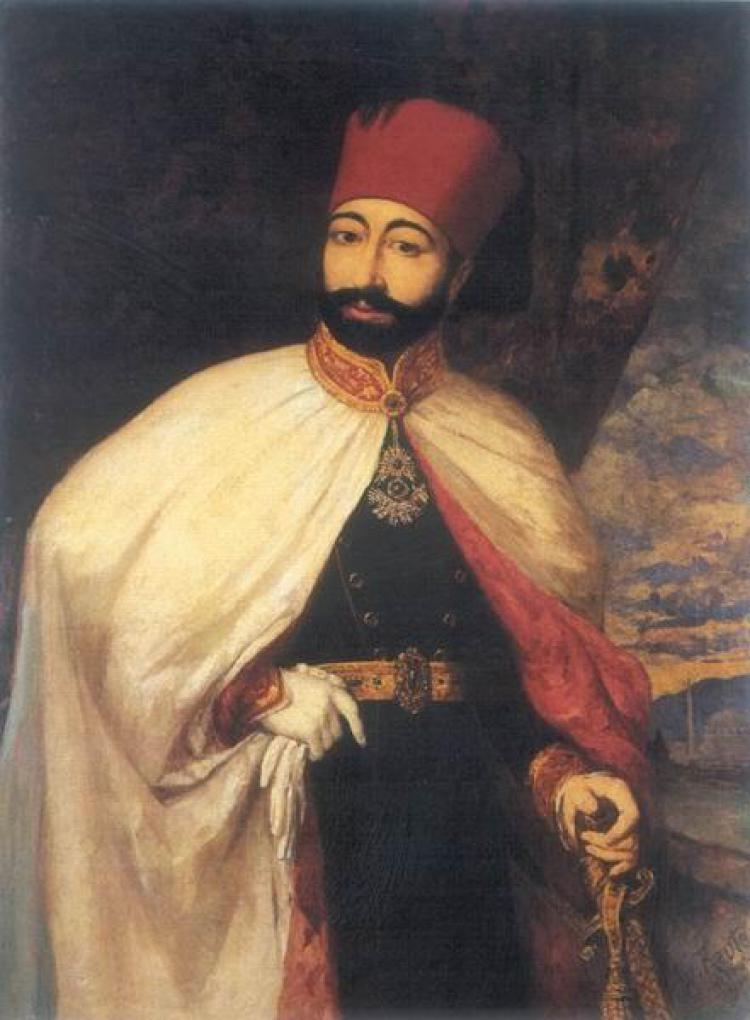
戴著菲斯帽的马哈茂德二世

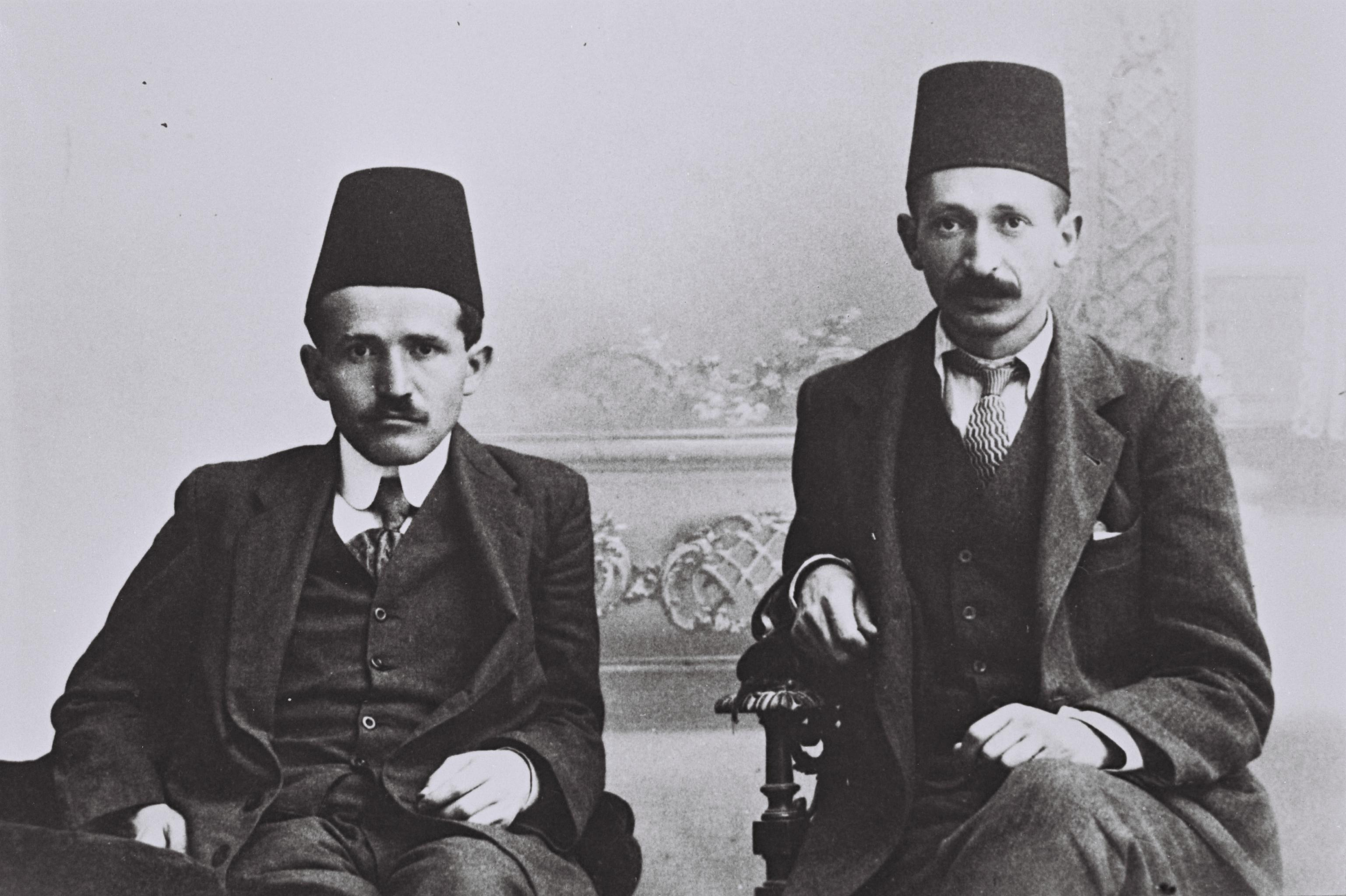
戴维·本-古里安和伊扎克·本-兹维

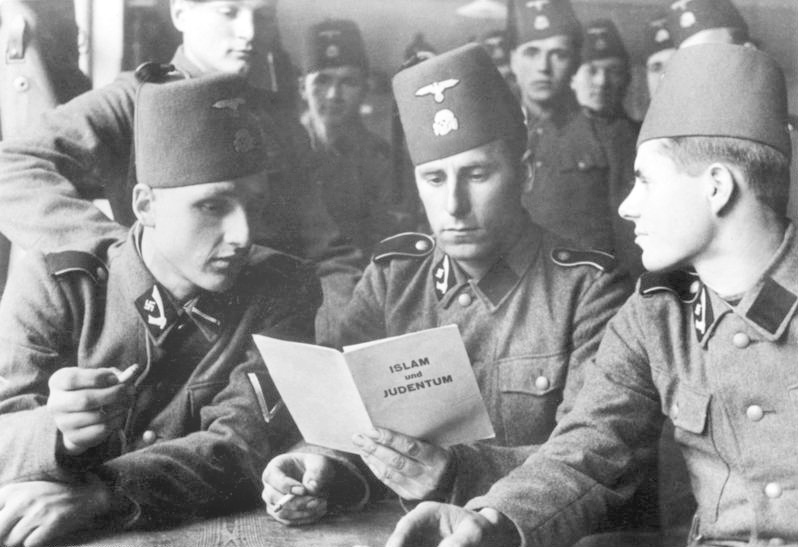
二次大戰期間參加納粹武裝黨衛隊第13師的波士尼亞穆斯林，納粹德國為他們配發菲斯帽型式的軍帽，以彰顯其民族特色。

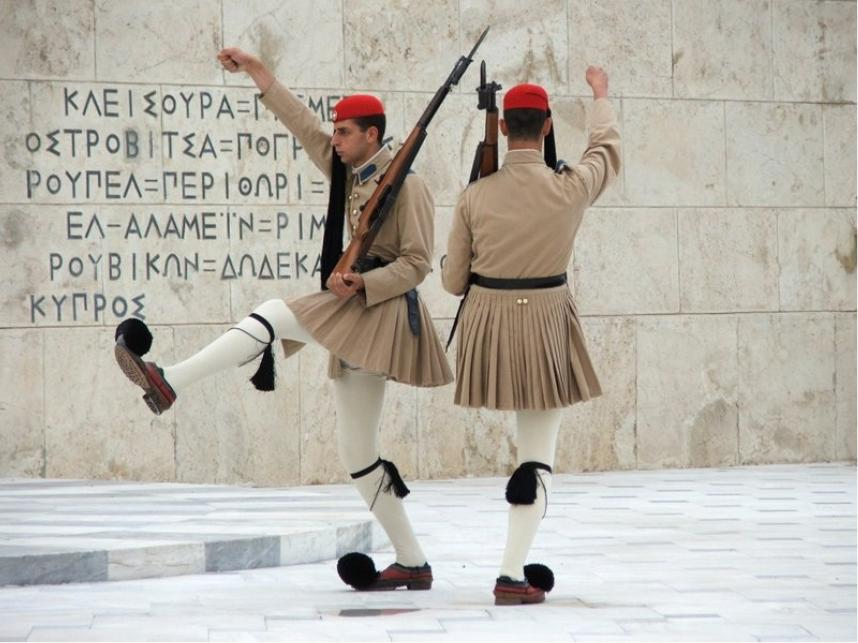
希腊埃夫佐尼的菲兹帽

土耳其毯帽（希腊语：φέσι，拉丁文转写：fesi，土耳其语：fes）又音譯為菲斯帽，是一种直身圆筒形（也有削去尖顶的圆锥形）、通常带有吊穗作为装饰的毯帽。名称来源于其起源地摩洛哥城市非斯，该城市直到1927年曾是摩洛哥王国的首都。在20世纪初奥斯曼帝国解体之前，土耳其毯帽一直被西方人视为东方穆斯林的象征。这一类型的帽子也为原东罗马帝国治下地区的人民所用，俄罗斯帝国的哥萨克亦佩戴这种帽子。1925 年，作为凯末尔改革的一部分，土耳其取缔了菲斯帽。从那时起，土耳其男子的服装中就没有了菲斯帽。

## 起源
菲斯帽在1829年为奥斯曼帝国苏丹马哈茂德二世采纳并推行为境内所有成年男子的标准帽子，取代傳統的頭巾，作为其现代化改革的一部分。在此之前，菲斯帽只是偶然为驻扎在馬格里布（非洲西北部）的土耳其海军部队及少数散居于希腊各岛屿的居民所佩戴。
菲斯帽在推行初期被视为奥斯曼帝国现代化的标志，但很快就被西方人当作“东方”（或更准确地说，是信仰伊斯兰教的奥斯曼帝国）文化特征的一部分。当奥斯曼帝国于1918年解体后，后继的土耳其共和国政府曾于1925年立法禁止国民佩戴菲斯帽。原因是因为时任土耳其總統凱末爾正在大力推行亲西方的现代化改革，所有奥斯曼帝国时代的遗痕如穆斯林服饰都被视为国家现代化的障碍而要铲除。
在當代中東，菲斯帽是旅遊業服務員常戴的帽子。

## 流行文化
在BBC科幻劇《異世奇人》裡，第十一任博士喜歡戴這種毯帽，還說「It's a fez. I wear a fez now. Fezzes are cool」。不過博士說畢後就被Amy立刻摘去，之後River Song更把它射穿。後來在特別編The Day of the Doctor，博士才再有機會戴上。

## 影响
由於鄂圖曼帝國曾是伊斯蘭世界的領袖，菲斯帽在帝國以外的穆斯林之中也相當流行，如巴爾幹半島及南亞。在東南亞，當地穆斯林常戴的是根據菲斯帽稍加變化而來的宋谷帽。